# هيئة الطاقة الذرية (مصر)
هيئة الطاقة الذرية هي هيئة حكومية مصرية ذات شخصية اعتبارية تتبع وزارة الكهرباء والطاقة المتجددة، تأسست تحت إسم لجنة الطاقة الذرية عام 1955. تعمل على القيام بالأبحاث الوطنية والتطوير في مجال الأبحاث النووية السلمية.
كانت مصر هي ثاني دولة في قارة أفريقيا، بعد جنوب أفريقيا، تقوم ببناء مفاعل نووي. أول مفاعل أبحاث نووية مفاعل البحث والتدريب التجريبي-1 (إي تي-ر ر-1)، افتتح في 1961، وهو من مفاعل طراز ڤان در گراف بقدرة 4 ميجا وات صـُمم وصنع في روسيا. مفاعل أبحاث آخر (إي تي-ر ر-2)، 22 ميجا واط، مفاعل نووي مجمع متعدد الأغراض، يقع في أنشاص الرمل، 60 كيلومتر من القاهرة، بني وأسس هندسيا بواسطة شركة أنفاب ، الأرجنتين.

## التشريعات المنظمة
- القانون رقم 509 لسنة 1955: بإنشاء لجنة الطاقة الذرية وتتبع رئيس مجلس الوزراء.[3]
- قرار رئيس الجمهورية رقم 288 لسنة 1957: بإنشاء مؤسسة الطاقة الذرية وتتبع رئيس الجمهورية.[4]
- قرار رئيس الجمهورية رقم 2420 لسنة 1971 وتضمن تبعية الهيئة لرئيس مجلس الوزراء.[5]
- قرار رئيس الجمهورية رقم 2617 لسنة 1971.[6]
- قرار رئيس الجمهورية رقم 195 لسنة 1977.[7]
- قرار رئيس الجمهورية رقم 503 لسنة 1977: بتبعية هيئة الطاقة الذرية وهيئة المواد النووية لوزير الكهرباء والطاقة.[8]
- قرار رئيس الجمهورية رقم 47 لسنة 1991: باصدار اللائحة التنفيذية لهيئة الطاقة الذرية.[9]

## منشآت تابعة
تضم الهيئة أربع مراكز بحثية:
- مركز الأبحاث النووية (NRC).
- مركز إدارة النفايات والمختبرات الساخنة (HLWMC).
- المركز القومي لتقنية وأبحاث الإشعاعات (NCRRT).
- المركز القومي للأمان النووي والرقابة على الإشعاع (NCNSRC).

وتنقسم هذه المراكز للعديد من الأقسام.
وهيئة الطاقة الذرية المصرية عضو في الوكالة الدولية للطاقة الذرية وهيئات دولية وإقليمية أخرى.

## وصلات خارجية
- الموقع الرسمي للهيئة.